# Swiss Indoors 1977
Lo Swiss Indoors 1977, noto anche come Davidoff Swiss Indoors per motivi di sponsorizzazione, è stato un torneo di tennis giocato sul sintetico indoor. È stata l'8ª edizione del torneo, e faceva parte del Colgate-Palmolive Grand Prix 1977. Si è giocato a Basilea in Svizzera dal 25 al 31 ottobre 1977.

## Campioni

### Singolare maschile
Björn Borg ha battuto in finale  John Lloyd con il punteggio di 6–4, 6–2, 6–3

### Doppio maschile
Mark Cox /  Buster Mottram hanno battuto in finale  John Feaver /  John James con il punteggio di 7–5, 6–4, 6–3